# Partit Popular (Letònia)
El Partit Popular (letó Tautas partija, TP) fou un partit polític de Letònia d'ideologia conservadora fundat el 1998 per l'empresari i primer ministre Andris Šķēle, que fou cap del partit fins al 2002. A causa de la seva forta personalitat, molts votants identificaren el partit amb el líder. El 2002, Šķēle abandonà la política i Atis Slakteris el va substituir com a cap del partit.
A les eleccions legislatives letones de 2002 el partit esdevingué la tercera força al Saeima amb el 16,7% dels vots i 20 escons. El 2004 el seu membre Aigars Kalvītis fou nomenat primer ministre. A les legislatives de 2006 va obtenir el 19,49% dels vots i 23 escons, essent la primera força política i liderant la coalició de govern. El 2007 van perdre el càrrec de primer ministre, quan fou nomenat Ivars Godmanis de Via Letona, però el partit mantingué el lloc en la coalició, igualment quan el 2009 fou nomenat Valdis Dombrovskis del Partit de la Nova Era. Per a les eleccions de 2010 va formar part de la coalició Per una Letònia Millor, obtenint 3 escons (de 8 totals). El juliol de 2011, el partit va decidir en el congrés que es dissolia.

## Resultats electorals

### Eleccions legislatives
| Any  | Vots                 | %                    | Escons   | +/- | Govern   |
| ---- | -------------------- | -------------------- | -------- | --- | -------- |
| 1998 | 203 585              | 21,3                 | 24 / 100 | Nou | Oposició |
| 2002 | 165 246              | 16,7                 | 20 / 100 | 4   | Oposició |
| 2006 | 177 481              | 19,7                 | 23 / 100 | 3   | Coalició |
| 2010 | Dins la coalició PLL | Dins la coalició PLL | 3 / 100  | 15  | Oposició |

### Eleccions europees
| Any  | Vots   | %    | Escons | +/- | Grup |
| ---- | ------ | ---- | ------ | --- | ---- |
| 2004 | 38.324 | 6,65 | 1 / 8  | Nou | PPE  |
| 2009 | 2.78   | 3.85 | 0 / 8  | 1   | -    |

## Caps del partit
- 1998—2002 — Andris Šķēle
- 2002—2006 — Atis Slakteris
- 2006—2008 — Aigars Kalvītis
- 2008—2009 — Mareks Segliņš
- 2009—2011 — Andris Šķēle